# لیو سایر
لیو سایر (به انگلیسی: Leo Sayer) خواننده و نوازنده بریتانیایی-استرالیایی موسیقی پاپ است. وی در سال ۱۹۴۸ در ساسکس بریتانیا متولد شد و هم‌اکنون مقیم استرالیا است. 